# Seznam chráněných území v okrese Mladá Boleslav
Toto je seznam chráněných území v okrese Mladá Boleslav aktuální k roku 2017, ve kterém jsou uvedena chráněná území v oblasti okresu Mladá Boleslav.
| Kód  | Obrázek                                                               | Typ  | Název                     | Rozloha (ha) | Galerie Commons                                                               | Popis území | Souřadnice                       |
| ---- | --------------------------------------------------------------------- | ---- | ------------------------- | ------------ | ----------------------------------------------------------------------------- | --- | -------------------------------- |
| 2084 | Bažantnice u Loukova                                                  | PR   | Bažantnice u Loukova      | 7,15         | Kategorie „Bažantnice u Loukova“ na Wikimedia Commons                         | Lesní společenstva s pestrými rostlinnými a živočišnými společenstvy a prameništi | 50°33′56″ s. š., 15°2′43″ v. d.  |
| 5763 | Zámek Bělá pod Bezdězem                                               | PP   | Bělá pod Bezdězem – zámek | 1,15         | Kategorie „Bělá pod Bezdězem Castle“ na Wikimedia Commons                     | kritický ohrožený netopýr velký (Myotis myotis), jehož letní kolonie se vyskytuje v půdních prostorech západního křídla zámku | 50°30′5″ s. š., 14°48′27″ v. d.  |
| 5712 | Letiště Mladá Boleslav a Chlum v dáli                                 | PP   | Bezděčín                  | 75,1142      | Kategorie „Bezděčín (natural monument)“ na Wikimedia Commons                  | kritický ohrožený sysel obecný (Spermophilus citellus) | 50°23′50″ s. š., 14°53′46″ v. d. |
| 2459 | Doubrava s náletem                                                    | PP   | Černý Orel                | 220,42       | Kategorie „Černý orel“ na Wikimedia Commons                                   | Část nivy Jizery a modrásek bahenní včetně biotopu | 50°11′31″ s. š., 14°43′6″ v. d.  |
| 63   | Koberovy                                                              | CHKO | Český ráj                 | 18 152,3     | Kategorie „Český ráj“ na Wikimedia Commons                                    | | 50°37′5″ s. š., 15°12′24″ v. d.  |
|      | Přírodní park Čížovky                                                 | PřP  | Čížovky                   | 386          | Kategorie „Čížovky (Natural park)“ na Wikimedia Commons                       | | 50°23′50″ s. š., 15°4′29″ v. d.  |
| 6135 | část chráněného území severně od Prodašic                             | PP   | Dymokursko                | 77,3793      | Kategorie „Dymokursko“ na Wikimedia Commons                                   | Makrofytní vegetace přirozeně eutrofních a mezotrofních stojatých vod, mozaiky vlhkých až suchých luk v různých stádiích sukcese zahrnujících mezofilní ovsíkové louky, bezkolencové louky, tužebníková lada a porosty vysokých ostřic; dubohabřiny, olšiny a jasanovo-olšové lužní lesy s výskytem chráněných rostlin a živočichů                                                                       | 50°21′39″ s. š., 15°7′6″ v. d.   |
|      | Svah severozápadního Chlumu                                           | PřP  | Chlum                     | 1 319        | Kategorie „Chlum (nature park)“ na Wikimedia Commons                          | | 50°23′34″ s. š., 14°58′50″ v. d. |
| 6101 | jižní část chráněného území                                           | PP   | Chlum u Nepřevázky        | 59,9         | Kategorie „Chlum u Nepřevázky“ na Wikimedia Commons                           | Bezkolencové louky na vápnitých, rašelinných, nebo hlinito-jílovitých půdách, polopřirozené suché trávníky a facie křovin na vápnitých podložích s výskytem chráněných rostlin zárazy vyšší, pelynku pontického, bílojetele bylinného, kosatce sibiřského a hadího mordu španělského | 50°23′5″ s. š., 14°54′49″ v. d.  |
|      | Štičí rybník v Jabkenické oboře                                       | PřP  | Jabkenicko                |              | Kategorie „Jabkenicko (Natural park)“ na Wikimedia Commons                    | | 50°20′30″ s. š., 15°2′15″ v. d.  |
| 174  | Říčka Bělá v NPP Klokočka                                             | NPP  | Klokočka                  | 3,00         | Kategorie „Klokočka (národní přírodní památka)“ na Wikimedia Commons          | Slatinná louka a mokřadní olšina tvořící biotop vzácných a ohrožených druhů rostlin a živočichů | 50°29′50″ s. š., 14°53′27″ v. d. |
| 23   | Mšenské pokličky                                                      | CHKO | Kokořínsko – Máchův kraj  | 27 000       | Kategorie „CHKO Kokořínsko“ na Wikimedia Commons                              | | 50°29′41″ s. š., 14°32′3″ v. d.  |
| 5765 | Hájovna Ledce                                                         | PP   | Ledce – hájovna           | 0,03         | Kategorie „Ledce - hájovna“ na Wikimedia Commons                              | kritický ohrožený netopýr velký (Myotis myotis), jehož letní kolonie se vyskytuje v půdních prostorech hájovny | 50°21′17″ s. š., 15°4′42″ v. d.  |
| 1983 | Lom u Chrástu                                                         | PP   | Lom u Chrástu             | 1,47         | Kategorie „Lom u Chrástu“ na Wikimedia Commons                                | Významný opěrný profil pro stratigrafii české křídy | 50°23′11″ s. š., 14°52′56″ v. d. |
| 6213 | NPP Mladá poblíž polností označovaných Nad Benáteckou cestou a Obecní | NPP  | Mladá                     | 1 244,6454   | Kategorie „Mladá (national natural monument)“ na Wikimedia Commons            | Travinné a křovinné ekosystémy luk, pastvin, suchých trávníků, trávníků písčin a mělkých půd a nížinných až horských vřesovišť; lesní ekosystémy dubohabřin a acidofilních doubrav; biotopy vzácných a ohrožených druhů rostlin - hořce křížatého a vstavače kukačky; biotopy vzácných a ohrožených druhů živočichů listonoha letního, žábronožky letní, modráska hořcového Rebelova a chroustka žlutého | 50°15′34″ s. š., 14°52′41″ v. d. |
| 6100 | tok říčky Bělé v západní části PP                                     | PP   | Niva Bělé u Klokočky      | 7,7          | Kategorie „Niva Bělé u Klokočky“ na Wikimedia Commons                         | Bezkolencové louky na vápnitých, rašelinných nebo hlinito-jílovitých půdách, zásaditá slatiniště a mokřadní olšiny s výskytem chráněných rostlin, zvláště popelivky sibiřské | 50°29′42″ s. š., 14°53′6″ v. d.  |
| 6140 | severní část chráněného území                                         | PP   | Paterovské stráně         | 31,2544      | Kategorie „Paterovské stráně“ na Wikimedia Commons                            | Polopřirozené suché trávníky, facie křovin na vápnitých podložích a lesostepní bory | 50°29′33″ s. š., 14°50′28″ v. d. |
| 1967 | Podhradská tůň                                                        | PP   | Podhradská tůň            | 3,07         | Kategorie „Podhradská tůň“ na Wikimedia Commons                               | Slepé rameno Jizery, lužní les a drobné vodní plochy | 50°27′43″ s. š., 14°54′47″ v. d. |
| 1675 | Podtrosecké údolí                                                     | PR   | Podtrosecká údolí         | 143,04       | Kategorie „Podtrosecká údolí“ na Wikimedia Commons                            | Nejrozsáhlejší souvislý komplex mokřadních biotopů v CHKO Český ráj. | 50°31′2″ s. š., 15°12′3″ v. d.   |
| 2025 | Příhrazské skály u Drábských světniček                                | PR   | Příhrazské skály          | 519,27       | Kategorie „Příhrazské skály“ na Wikimedia Commons                             | Významný komplex skal, přirozená a polopřirozená lesní společenstva, geomorfologicky cenné území | 50°31′25″ s. š., 15°4′4″ v. d.   |
| 359  | Radouč                                                                | NPP  | Radouč                    | 1,47         | Kategorie „Radouč“ na Wikimedia Commons                                       | Lokalita teplomilných rostlin, hl. devaterky poléhavé | 50°26′7″ s. š., 14°53′52″ v. d.  |
| 370  | Národní přírodní památka Rečkov v květnu 2023                         | NPP  | Rečkov                    | 3,45         | Kategorie „Rečkov“ na Wikimedia Commons                                       | Slatinné a bezkolencové louky a přirozené mokřadní olšiny tvořící biotop vzácných a ohrožených druhů rostlin a živočichů | 50°29′52″ s. š., 14°54′21″ v. d. |
| 665  | Skalní sruby Jizery                                                   | PP   | Skalní sruby Jizery       | 2,05         | Kategorie „Skalní sruby Jizery“ na Wikimedia Commons                          | Pseudokrasový výklenek vzniklý boční erozí Jizery | 50°31′0″ s. š., 14°57′13″ v. d.  |
| 1982 | Kaňon na území přírodní památky                                       | PP   | Slepeč                    | 7,75         | Kategorie „Slepeč“ na Wikimedia Commons                                       | Dubohabrový les s výskytem chráněných rostlinných druhů | 50°17′4″ s. š., 14°47′19″ v. d.  |
| 1039 | Stará jizera - Měsíc                                                  | PP   | Stará Jizera              | 2,54         | Kategorie „Stará Jizera“ na Wikimedia Commons                                 | Mrtvé rameno Jizery s bohatou květenou na přilehlých lukách | 50°18′54″ s. š., 14°51′11″ v. d. |
| 6208 | svahy s porosty jalovců na lokalitě                                   | PP   | Stráně u Kochánek         | 3,9          | Kategorie „Stráně u Kochánek“ na Wikimedia Commons                            | Populace jalovce obecného a biotopy širokolistých suchých a úzkolistých suchých trávníků | 50°17′19″ s. š., 14°46′20″ v. d. |
| 1676 | Rybník Obora v údolí Plakánek                                         | PR   | Údolí Plakánek            | 90,82        | Kategorie „Plakánek“ na Wikimedia Commons                                     | Údolní niva kaňonovitého údolí horního toku říčky Klenice a lesní porosty okraje pískovcové plošiny | 50°28′55″ s. š., 15°7′37″ v. d.  |
| 1936 | Přírodní památka V Dubech                                             | PP   | V Dubech                  | 4,74         | Kategorie „V Dubech“ na Wikimedia Commons                                     | Mokřad na úpatí Příhrazských skal | 50°31′43″ s. š., 15°5′33″ v. d.  |
| 5803 | Rybníček v přírodní památce Valcha                                    | PP   | Valcha                    | 2,37         | Kategorie „Valcha (natural monument, Bělá pod Bezdězem)“ na Wikimedia Commons | Ochrana vrkoče bažinného a popelivky sibiřské | 50°30′5″ s. š., 14°51′56″ v. d.  |
| 2018 | Jižní vrchol Radechova                                                | PP   | Velký Radechov            | 21,99        | Kategorie „Radechov“ na Wikimedia Commons                                     | Lesní společenstva na štěrkopískové terase Jizery a na vystouplé čedičové kupě | 50°32′18″ s. š., 14°50′9″ v. d.  |
| 515  | Přírodní rezervace Vrch Baba u Kosmonos - pohled od Horních Stakor    | PR   | Vrch Baba u Kosmonos      | 249,61       | Kategorie „Vrch Baba u Kosmonos“ na Wikimedia Commons                         | Komplex lesních a nelesních přírodě blízkých ekosystémů (plášťů, lemů, trávníků) s koncentrací významných typů biotopů | 50°27′34″ s. š., 14°56′57″ v. d. |
| 516  | Neovulkanický suk Káčova                                              | PP   | Vrch Káčov                | 1,86         | Kategorie „Káčov“ na Wikimedia Commons                                        | Pískovcové pseudokrystaly na kontaktu s metamorfovanými horninami | 50°33′8″ s. š., 14°58′59″ v. d.  |
| 1937 | Žabakor a Doubrava z Krásné vyhlídky                                  | PR   | Žabakor                   | 80,50        | Kategorie „Žabakor“ na Wikimedia Commons                                      | Rybníky Žabakor a Oběšenec s přilehlými mokřady, ptačí hnízdiště | 50°32′55″ s. š., 15°3′10″ v. d.  |
| 6028 | Stráň PP Zadní Hrádek, žel. stanice Skalsko                           | PP   | Zadní Hrádek              | 12,71        | Kategorie „Zadní Hrádek (natural monument)“ na Wikimedia Commons              | Polopřirozené suché trávníky a facie křovin na vápnitých podložích | 50°25′52″ s. š., 14°45′38″ v. d. |